# الكونغرس الأمريكي
الكونغرس الأمريكي (بالإنجليزية: Congress)‏ هو المؤسسة الدستورية الأولى في الولايات المتحدة الأمريكية ويعتبر الهيئة التشريعية في النظام السياسي ويتألف من مجلسين هما:
- مجلس الشيوخ الأمريكي
- مجلس النواب الأمريكي

ينعقد الكونغرس في مبنى الكابيتول الأمريكي بواشنطن العاصمة.
يُختار أعضاء الكونجرس بانتخاب مباشر، مع إمكانية شغل الشواغر في مجلس الشيوخ بتعيين من الحاكم. يبلغ إجمالي أعضاء الكونجرس 535 عضوًا مصوتين، منهم 100 عضو في مجلس الشيوخ و435 عضوًا في مجلس النواب؛ ويضم مجلس النواب 6 أعضاء إضافيين غير مصوتين. يحق لنائب رئيس الولايات المتحدة، بصفته رئيسًا لمجلس الشيوخ، التصويت في مجلس الشيوخ فقط في حال التعادل في الأصوات.
ينعقد الكونغرس لمدة عامين ، تبدأ في يناير من كل عامين. تُجرى الانتخابات كل عام زوجي في يوم الانتخابات . يُنتخب أعضاء مجلس النواب لمدة عامين للكونغرس. نص قانون إعادة توزيع المقاعد لعام 1929 على أن يكون هناك 435 ممثلًا، ويشترط قانون إعادة تقسيم الدوائر الانتخابية الموحد للكونغرس أن يتم انتخابهم من دوائر انتخابية أو مناطق ذات عضو واحد . كما يُشترط أيضًا توزيع الدوائر الانتخابية للكونغرس بين الولايات حسب عدد السكان كل عشر سنوات باستخدام نتائج تعداد الولايات المتحدة ، بشرط أن يكون لكل ولاية ممثل كونغرس واحد على الأقل. يُنتخب كل عضو في مجلس الشيوخ على نطاق واسع في ولايته لمدة ست سنوات، مع فترات متداخلة ، لذلك كل عامين يكون حوالي ثلث أعضاء مجلس الشيوخ جاهزًا للانتخاب. لكل ولاية، بغض النظر عن عدد السكان أو الحجم، عضوان في مجلس الشيوخ، لذا يوجد حاليًا 100 عضو في مجلس الشيوخ للولايات الخمسين.
تنص المادة الأولى من دستور الولايات المتحدة على أن يكون أعضاء الكونغرس بعمر 25 عامًا على الأقل لمجلس النواب، و30 عامًا على الأقل لمجلس الشيوخ، وأن يكونوا مواطنين أمريكيين لمدة سبع سنوات لمجلس النواب وتسع سنوات لمجلس الشيوخ، وأن يكونوا من سكان الولاية التي يمثلونها. ويحق لأعضاء كلا المجلسين الترشح لإعادة الانتخاب لعدد غير محدود من المرات.
أُنشئ الكونغرس بموجب دستور الولايات المتحدة الأمريكية، وانعقد لأول مرة عام 1789، ليحل محل كونغرس الكونفدرالية في وظيفته التشريعية. ورغم عدم إلزامه قانونيًا بذلك، إلا أن أعضاء الكونغرس، منذ أواخر القرن الثامن عشر، ينتمون عمليًا عادةً إلى أحد الحزبين الرئيسيين ، الحزب الديمقراطي أو الحزب الجمهوري ، ونادرًا ما ينتمون إلى حزب ثالث أو مستقلين لا ينتمون إلى أي حزب. كما يمكن للأعضاء تغيير انتماءاتهم الحزبية في أي وقت، وهو أمر نادر.

## التاريخ

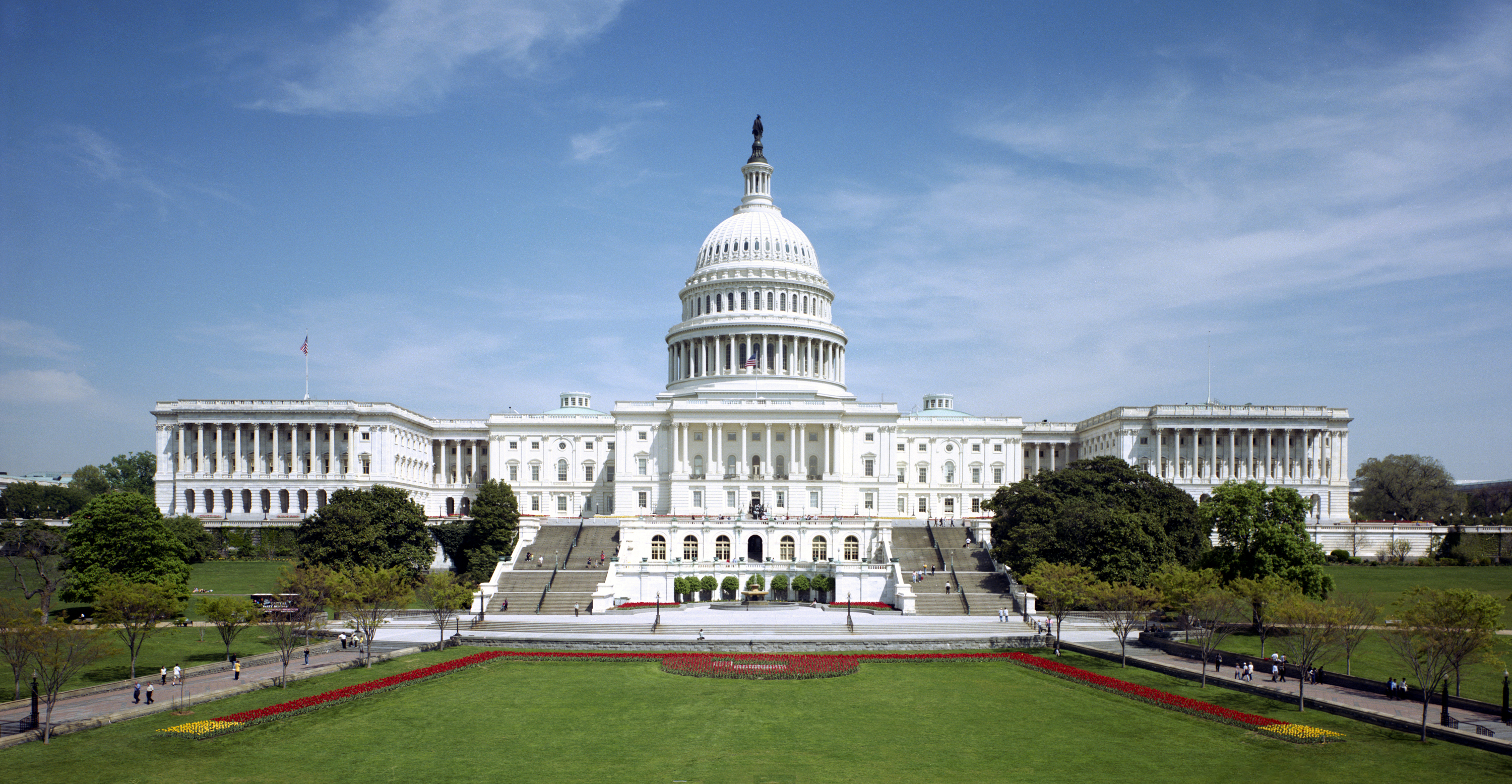
كاپيتول الولايات المتحدة

نشأت فكرة تأسيس الكونغرس عن تقليد مجالس النواب الذي انتقل من بريطانيا، وصارت له جذور في المستعمرات الأمريكية في أوائل القرن السابع عشر الميلادي. وكان لمجالس المستعمرات سلطات واسعة، وبمضي الزمن، صارت هذه المجالس تعبر بشكل أوسع عن مصالح المستعمرين ضد مصالح الحكام الاستعماريين، الذين كانت تعينهم بريطانيا. وعندما ازدادت حدة التوتر بين بريطانيا والمستعمرات الأمريكية في الستينيات من القرن الثامن عشر الميلادي، تبنت مجالس المستعمرات قضية المستعمرين. ويمكن اعتبار الكونغرس القاري الأول، الذي انعقد في فيلادلفيا عام 1774م، بمثابة الهيئة التشريعية الوطنية الأولى. وفي عام 1776م، أعلن الكونغرس القاري الثاني استقلال المستعمرات عن بريطانيا. وعمل الكونغرس القاري الثاني بمثابة الحكومة الوطنية حتى 1781م، حينما تبنت الولايات مذكرة الاتحاد الكونفدرالي وأنشأت كونغرس الكونفدرالية. وقد عمل كونغرس الكونفدرالية بدون هيئة تنفيذية أو قضائية مستقلة وسرعان ما ظهر ضعفه.
وفي عام 1787 رسم مندوبو المؤتمر الدستوري خطة جديدة لشكل الحكومة ـ دستور الولايات المتحدة ـ وظلت سلطة الهيئة التشريعية مهمة، ولكن تمت موازنتها بسلطات الهيئتين التنفيذية والقضائية. وقد دعا الدستور إلى إنشاء مجلسين للكونغرس الجديد ـ بدلًا من مجلس واحد كان في السابق ـ بتمثيل متساو في أحد المجلسين (الشيوخ) وبالتمثيل وفقًا لعدد السكان في المجلس الآخر (مجلس النواب). وقد أدى تشكيل مجلسين للهيئة التشريعية إلى نزاع مرير بين مندوبي الولايات الصغيرة، الذين كانوا يفضلون تمثيلًا متساويًا لكل ولاية، ومندوبي الولايات الكبيرة، الذين كانوا يريدون تمثيلًا مبنيًا على أساس عدد السكان في كل ولاية.

## الموقف من قضية الشرق الأوسط

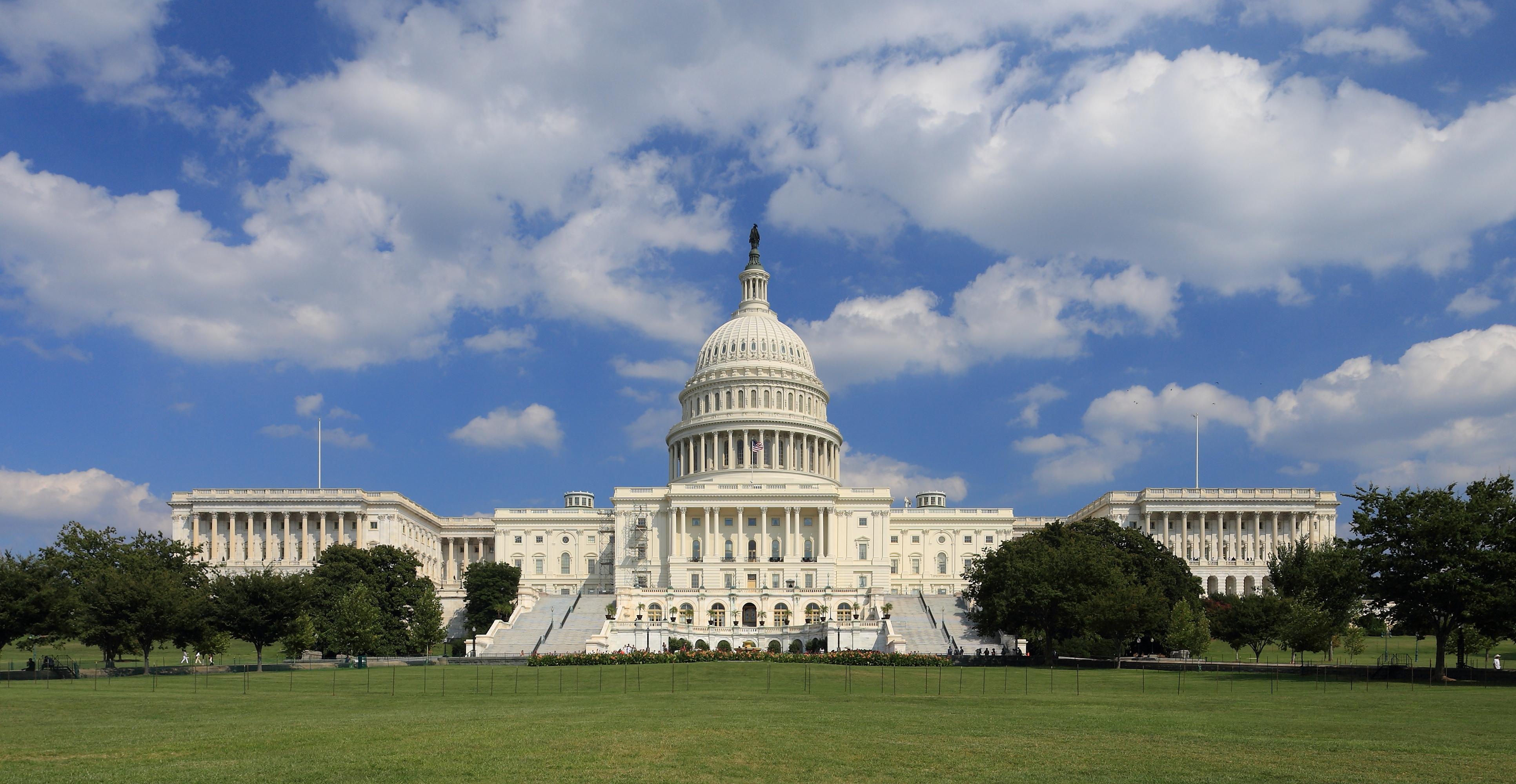
مبنى الكابيتول الأمريكي ، الجانب الغربي

ويملك الكونغرس سلطة اشراف ورقابة على المصالح العامة. فهو يقرر احداثها ويحدد امتيازاتها وسيرها ويراقب ادارتها المالية. كما أنه يمارس نوعها من السلطة القضائية بطريق الاتهام فيحال أمامه الموظفون الاتحاديون المتهمون بالخيانة أو الرشوة أو الجرائم المرتكبة ضد الدولة. ويملك مجلس النواب حق الاتهام بعد سماع تقرير لجنة تحقيق يؤلفها في حين يتحول مجلس الشيوخ إلى محكمة تنظر في القضية في جلسات سرية. ويمكن لهذا المجلس أن يتخذ بأغلبية الثلثين قرار بعزل الموظف في الحال. ولقد حملت هذه الصلاحيات الواسعة رئيسا قويا كريتشارد نيكسون على الاستقالة حين شعر أن اجراءات ضده ستتخذ في هذا الاتجاه بعد استفحال موضوع «ووترغيت».
ويملك مجلس الشيوخ دون مجلس النواب سلطات هامة في شؤون التعيين والسياسة الخارجية. ويترتب على رئيس الجمهورية أن يحصل على موافقة هذا المجلس عند تعيين الوزراء والسفراء والقناصل وكبار الموظفين الاتحاديين وأعضاء المحكمة العليا. ويعقد مجلس الشيوخ بأغلبية ثلثي الأعضاء الحاضرين، ومن الحوادث المأثورة رفض مجلس الشيوخ تصديق معاهدة فرساي بعد الحرب العالمية الأولى، مما أدى إلى بقاء الولايات المتحدة الأمريكية خارج عصبة الأمم التي كان الرئيس الأمريكي ويلسون أحد بنائها، وكذلك اشترط مجلس الشيوخ حديثا ربط نفاذ معاهدة التبادل التجاري بين الاتحاد السوفيتي والولايات المتحدة بسماح الأول بهجرة اليهود السوفيات من أراضيه، وخاصة إلى إسرائيل ويحاول الرؤساء تجاوز هذا التصديق بعقد اتفاقيات تنفيذية. غير أن مجلس الشيوخ بدأ يتصدى لها ويخضعها لتصديقه.
وخلافا للاتجاه العام الذي يسجل ميل اختصاصات مجلس الشيوخ إلى التقلص في معظم الدول فان مجلس الشيوخ الأمريكي احتفظ باختصاصاته، بل انها نمت واتسعت مع الزمن.
ويقوم الدستور الأمريكي على فصل السلطات: فلا الكونغرس يملك حمل الرئيس على الاستقالة ولا الرئيس يملك حل الكونغرس. ولكن هذا الفصل ليس تاما. فهو فصل نسبي إذ يملك كل من الرئيس والمجلس وسائل متبادلة التأثير. ولا شك أن من أهم هذه وسائل الكونغرس – بالإضافة إلى رسم السياسة الخارجية للولايات المتحدة السلطات المالية المخولة إليه. فهو الذي يملك اقرار اعتمادات الموازنة، الأمر الذي يمكنه بالتالي من ممارسة ضغط مباشر على الرئيس والإدارة العامة في البلاد.
في ضوء وضع سياسي ودستوري كهذا، وفي غياب أحزاب عقائدية بالمعنى المعروف في الدول الأخرى، لا عجب أن تركز الحركة الصهيونية على الكونغرس قبل غيره من مؤسسات الحكم الأمريكي مستعملة صداقاتها تارة ونفوذها على العدد الأكبر من أعضاء الكونغرس مجلسيه تارات لتحقيق أهدافها في اقامة الدولة اليهودية أولا ودعمها وتحقيق تفوقها العسكري والسياسية بعد ذلك.
ثمة حقيقة لابد من تسجيلها هنا هي أن الحزبين الأمريكيين الكبيرين (الجمهوري والديموقراطي) اللذين يتناوبات الأغلبية في الكونغرس لا يختلفان البتة في حاجتهما إلى اليهود الأمريكيين من حيث الدعم المالي اللازم في الانتخابات ووسائل الاعلام التي تهيمن عليهما الصهيونية، أو من حيث الحصول على أصوات اليهود، ولا سيما في الولايات الكبرى كنيويورك وكاليفورنيا والينوي وبنسلفانيا وغيرها. ومرشحو الحزبين مضطرون إلى التزلف للمؤسسات اليهودية وجماعات الضغط المنبثقة عنها ليضمنوا فوزهم في الكونغرس واستمرارهم فيه. ويستوي في ذلك الجمهوري والديموقراطي ما دام الحزبان ليسا سوى تجمع أشخاص رباطهم الاساسي تمثيل مجموعات متفاوتة من الناخبين يمثلون رأس المال في حين يرتكز الديموقراطيين على الطبقة العاملة فان هذا ليس صحيحا كل الصحة. ففي الحزب الجمهورية ليبراليون ومحافظون، وفي الحزب الديموقراطي مثل ذلك. والأمر في النهاية سلوك شخصي لكل عضو، ويبقى موضع دعم الجمهورية أو الديموقراطي لإسرائيل في المجلسين موضوعا نسبيا يعتمد على مدى حاجة كل مرشح إلى المال والصوت اليهوديين. فشيوخ ونواب الولايات الصناعية عامة مندفعون جدا في دعم الصهيونية رغم أنهم ليسوا بالضرورة يهودا. وأما شيوخ ونواب الولايات الزراعية، حيث التجمعات اليهودية قليلة أو لا نفوذ لها، فدعمهم أقل وهو صادر عن محاولة اليهود استثارة مشاعرهم الإنسانية أو الدينية تارة أو تخويفهم باتهامهم في مبادئهم التي قد لا يكون لها علاقة بإسرائيل أو اليهود اطلاقا تارة أخرى.
فالشيخ فولبرايت مثل، وهو من الشيوخ المعتدلين في أمريكا، عانى الأمرين من الضغوط الصهيونية لحمله على تغيير موقفه. ولما كانت ولاية أركنساس التي يمثلها تجعله في غنى عن الصوت أو المال اليهوديين فقد دأب على النجاح حرا من المنة اليهودية. ولكن اليهود تابعوه وابتزوه في مواقفه التي وصفوها بالمحافظة فيما يتعلق بممارسة الحقوق المدنية للملونين، وظلوا وراءه حتى خسر مقعدا شغله نيفا وعشرين عاما. والشيخ جميس أبو رزق، وهو أول أمريكي من أصل عربي يصل إلى مجلس الشيوخ عام 1972، لم يتمكن اليهود من الحيلولة بينه وبين مقعده عن ولاية داكوتا الجنوبية. ولكنهم هاجموه بقسوة وبلا رحمة في أمور أخرى كالخلافات بين المزارعين ومصدري الألبان، ونسبوا إليه كثيرا من التهم فاضطر إلى عدم ترشيح نفسه من جديد عام 1978.
وبطريقة معاكسة نجد أعضاء في المجلسين من غير اليهود يتسابقون في الدفاع عن إسرائيل أكثر من النواب أو الشيوخ اليهود أنفسهم، لأنهم في وجودهم في مناصبهم مدينون للصوت والمال اليهوديين.
ويمكن القول، دونما تجاوز، أنه منذ تغلغل الحركة الصهيونية في النظام الأمريكي مع بداية الأربعينيات لم يجرؤ صوت واحد في أحد مجلسي الكونغرس الأمريكي على المنازعة في مشروعية إسرائيل. وأما العدد القليل من المعتدلين، أو ممن يسمون مؤيدي العرب في الكونغرس، فقد انحصرت مطالبهم في دعوة بلادهم إلى انتهاج سياسة أكثر تفهما لوجهة النظر العربية. وتؤكد الحقائق ما تقدم حتى بعد أن اتضح الطابع التوسعي العدواني لإسرائيل غداة حرب 1967. إذ يقول الشيخ جوزيف كلارك (ولاية بنسلفانيا) في تقرير رفعه إلى مجلس الشيوخ في نيسان 1967 عن أسباب التوتر بين العرب وإسرائيل: "ان سبب التوتر الرئيسي هو طوح وأطماع عبد الناصر، الذي يرى نفسه قائدا للأمة العربية والإسلام والشعوب المستقلة حديثا في أفريقيا. ويعد بأن يحمل شعبه من المستوى المنحط لمستعمرة بريطانية إلى مستوى دولة كبرى في العالم، وأما عن إسرائيل فيقول إنها "واحة للازدهار تحيط بها صحاري من الفاقة العربية وهي مهددة من كل جانب". ويصل في نهاية تقريره إلى نتائج تنسجم مع هذا التشويه اللاأخلاقي حيث يطالب في بند مستقل ب – أن تحمي أمريكا استقلال وسلامة إسرائيل – دون غيرها من دول منطقة الشرق الأوسط التي زارها – منها اليونان وتركيا حليفتا أمريكا في حلف الأطلسي.
وفي أسبوع العدوان الإسرائيلي عام 1967 والأسبوعين التاليين أدلى ما يزيد عن 146 شيخا وعضوا في مجلس النواب يمثلون 25 ولاية أمريكية بآرائهم حول الموضوع. وكان 98% من هذه البيانات مؤيدا لإسرائيل في موقفها، حتى في تلك المرحلة التي كان العالم فيها مأخوذا ببشاعة وهو العدوان الذي كانت واشنطن على علم مسبق له إذا لم تقل انه خطط له بالتعاون معها. فلا غرابة أن يطلب 76 شخصا أمريكيا من أصل 100 في تموز 1970 أن تقدم أمريكا لإسرائيل المزيد من طائرات الفانتوم وأسلحة الدمار الأخرى، وأن تصر على مطلب إسرائيل بالمفاوضات المباشرة مع العرب. ولا غرابة أن يسقط في مجلس الشيوخ في أواخر آب 1970 اقتراح للسناتور فولبرايت لتحديد حجم المساعدات الأمريكية لإسرائيل حتى تعلن استعدادها للانسحاب من الأراضي المحتلة.
لقد أوقف الكونغرس الأمريكي كل المساعدات العسكرية والمالية عن تركيا غداة غزوها لجزيرة قبرص سنة 1974.

## أعضاء الكونغرس في الولايات الأمريكية
| الولاية           | مجلس الشيوخ | مجلس النواب |
| ----------------- | ----------- | ----------- |
| أركنساس           | 2           | 4           |
| أريزونا           | 2           | 6           |
| ألاسكا            | 2           | 1           |
| ألباما            | 2           | 7           |
| إلينوي            | 2           | 20          |
| إنديانا           | 2           | 10          |
| أوريجون           | 2           | 5           |
| أوكلاهوما         | 2           | 6           |
| أوهايو            | 2           | 19          |
| إيداهو            | 2           | 2           |
| أيوا              | 2           | 5           |
| بنسلفانيا         | 2           | 21          |
| تكساس             | 2           | 30          |
| تينيسي            | 2           | 9           |
| جورجيا            | 2           | 11          |
| داكوتا الجنوبية   | 2           | 1           |
| داكوتا الشمالية   | 2           | 1           |
| ديلاوير           | 2           | 1           |
| رود آيلاند        | 2           | 2           |
| فرجينيا           | 2           | 11          |
| فرجينيا الغربية   | 2           | 3           |
| فلوريدا           | 2           | 23          |
| فيرمونت           | 2           | 1           |
| كارولينا الجنوبية | 2           | 6           |
| كارولينا الشمالية | 2           | 12          |
| كاليفورنيا        | 2           | 52          |
| كنتاكي            | 2           | 6           |
| كنساس             | 2           | 4           |
| كولورادو          | 2           | 6           |
| كونكتيكت          | 2           | 6           |
| لويزيانا          | 2           | 7           |
| ماريلاند          | 2           | 8           |
| ماساشوسيتس        | 2           | 10          |
| مسيسيبي           | 2           | 5           |
| مونتانا           | 2           | 1           |
| ميشيغان           | 2           | 16          |
| ميسوري            | 2           | 9           |
| مين               | 2           | 2           |
| مينيسوتا          | 2           | 8           |
| نبراسكا           | 2           | 3           |
| نيفادا            | 2           | 2           |
| نيوجيرسي          | 2           | 13          |
| نيومكسيكو         | 2           | 3           |
| نيوهامبشاير       | 2           | 2           |
| نيويورك           | 2           | 31          |
| هاواي             | 2           | 2           |
| واشنطن            | 2           | 9           |
| ويسكونسن          | 2           | 9           |
| وايومنغ           | 2           | 1           |
| يوتا              | 2           | 3           |
| المجموع الكلي     | 100         | 435         |

- في 25 مارس 2024، أشاد أعضاء بالكونغرس الأمريكي بالرباط، بريادة العاهل المغربي الملك محمد السادس لصالح السلم والاستقرار الإقليميين. و هم عضو الكونغرس الأمريكي (عن ولاية تكساس)، أوغست بفلوجر،إضافة إلى عضو الكونغرس الأمريكي عن ولاية كاليفورنيا، لو كوريا،وتأتي زيارة الوفد الأمريكي في إطار بحث سبل تعزيز العلاقات الاستراتيجية بين المغرب والولايات المتحدة، بقيادة قائدي البلدين الملك محمد السادس، والرئيس الأمريكي، جو بايدن.[4][5][6]

## تنظيم الكونغرس
يعد الكونغرس جهازًا تشريعيًا مؤلفًا من مجلسين تشريعيين. يتشكل مجلس الشيوخ من 100 عضو. يمثل كل ولاية من الولايات الخمسين شيخان (سناتوران). ويتألف مجلس النواب من 435 عضوًا. ويتم انتخاب الأعضاء، أو النواب لهذا المجلس من مناطق انتخابية، ولابد أن يكون لكل ولاية مقعد واحد على الأقل في مجلس النواب.
ظل الحزبان الديمقراطي والجمهوري لفترة طويلة من الزمن الحزبين الرئيسيين في الكونغرس. ويعتبر الحزب الذي لديه عدد أكبر من الأعضاء في كل من مجلسي الكونغرس حزب الأغلبية، بينما يكون الحزب الآخر حزب الأقلية.
تشكل اللجان مظهرًا مهمًا في تنظيم المجلس التشريعي، فهي التي تعد مشاريع القوانين للتصويت عليها. كما أن نظام اللجان يساعد على تقسيم العمل المتعلق بمعالجة التشريعات، ويُمَكِّن الأعضاء من التخصص في أنواع محددة من الموضوعات. ويقوم حزب الأغلبية بـاختيار رئيس كل لجنة، ويحتفظ بأغلبية المقاعد في معظم اللجان.

## أعمال الكونغرس

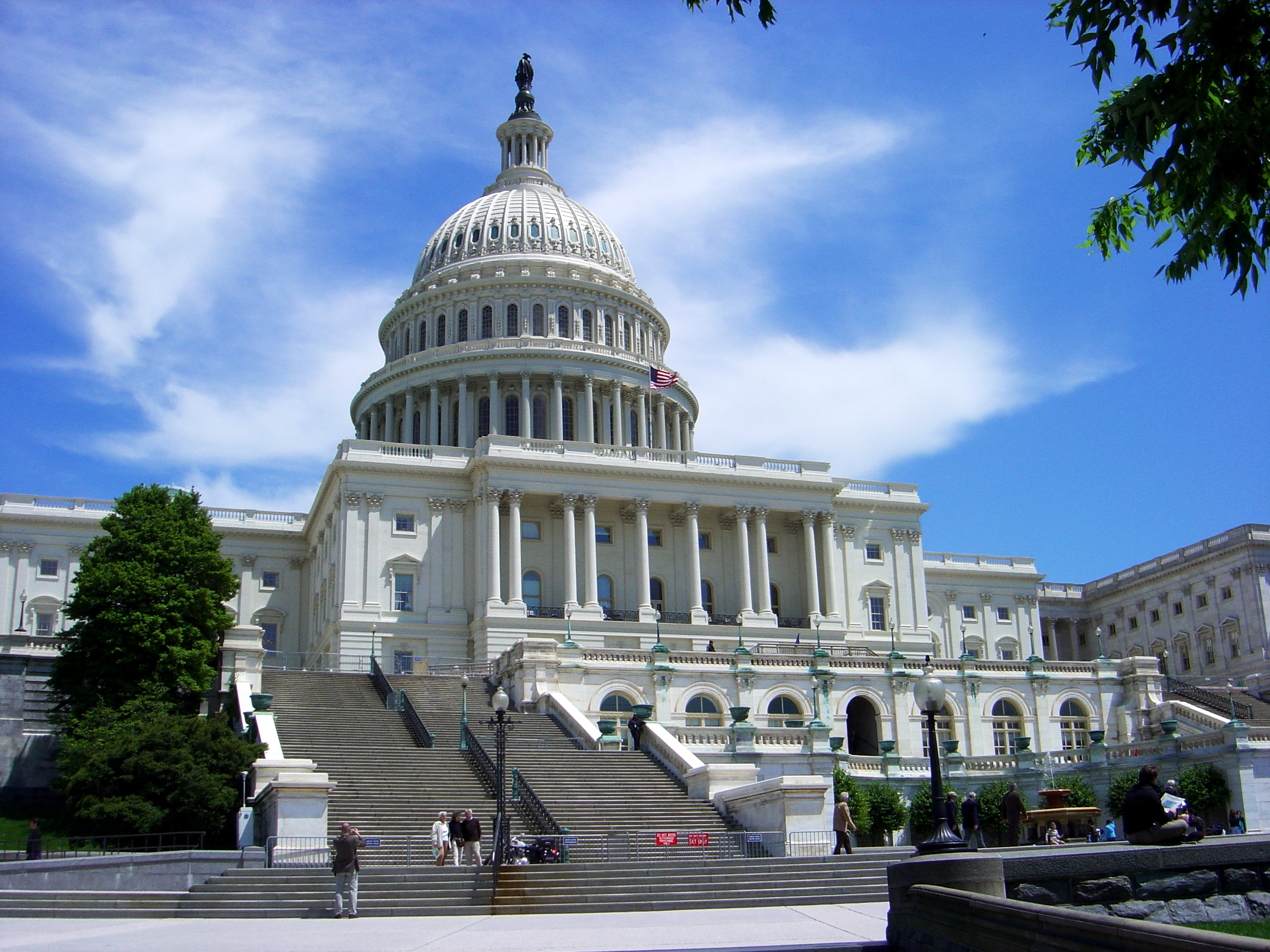
الكابيتول

- الكونغرس هو الذي يقوم بسن القوانين التي يكون موضوعها الضرائب.
- يشارك الكونغرس الرئيس الأمريكي في تعيين كبار الموظفين والقضاة ومن حق الكونغرس الاعتراض على التعيينات.
- يقوم الكونغرس بإنشاء ومناقشة وتصويت القوانين. للكونغرس صلاحيات تعديل الدستور.

شعار الكونغرس الأمريكي

## الحكومة الفدرالية الأمريكية
تتكون حكومة الولايات المتحدة الأمريكية الفدرالية من ثلاثة فروع متميزة، لكل واحد منها سلطات ومسؤوليات دستورية مُحددة بوضوح.
وهذه الفروع هي:
الفرع التشريعي والفرع التنفيذي والفرع القضائي.

## الفرع التشريعي
الفرع التشريعي للحكومة الفدرالية يتكون من مجلسي الكونغرس: مجلس شيوخ الولايات المتحدة ومجلس نواب الولايات المتحدة. ويزاول الكونغرس عمله في مبنى الكابيتول ومقره في العاصمة الفدرالية واشنطن دي سي.
ويجب أن تمّر التشريعات عبر هذين المجلسين قبل عرضها على الرئيس ليوقع عليها لتصبح قوانين.

## كيف يصبح مشروع القانون قانونًا
في كل سنة، تُقدّم الآلاف من مشاريع القوانين إلى الكونغرس، لكن مئات قليلة منها تُقَرّ كقوانين.
وفيما يلي ملخص لكيفية شق مشروع القانون طريقه من مسودة قانون إلى التوقيع عليه كقانون على يد الرئيس:
1. صياغة مشروع القانون. قد يدوّن عضو في مجلس الشيوخ أو مجلس النواب مسودّة تشريع أصلية، أو قد تطلب جمعية تجارية أو مواطن خاص إعداد مشروع قانون، وبالتالي قد تساعد في كتابته. لكن عضو مجلس الشيوخ أو مجلس النواب هو الوحيد القادر على تقديم مشروع القانون. بعد الصياغة يسعى صاحب مشروع القانون إلى العثور على رعاة من بين زملائه لإضافة مصداقية أكبر إلى المبادرة.
2. إدخال مشروع القانون إلى مجلس الشيوخ و/أو مجلس النواب. يُعطى المشروع رقمًا كما تُنشر أسماء رعاته وعنوانه في سجل الكونغرس.
3. البرلمانيون من مجلس النواب ومجلس الشيوخ يعهدون بمشروع القانون إلى اللجنة البرلمانية ذات الصلاحية المناسبة. بإمكان رئيس اللجنة عندئذٍ أن يرسل مشروع القانون إلى اللجنة الفرعية الأكثر صلاحية. من المهم أن نلاحظ هنا أن رؤساء اللجان واللجان الفرعية يملكون قدرا كبيرا من السلطات فيما يخص الطريقة التي يتعاطون فيها مع مشروع القانون المعهود إليهم. فإذا عارض رئيس اللجنة التشريع، بإمكانه عدم اتخاذ إجراء بشأنه.
4. من الممكن أن تعقد اللجنة الفرعية جلسات استماع حول مشروع القانون وتدعو إلى شهادات من شهود رسميين أو خاصين. يكون العديد من الشهود رسميين من الفرع التنفيذي، وخبراء أو فرقاء معنيين بتأثير التشريع من جمعيات المهن التجارية، والاتحادات العمالية، والجامعات، ومجموعات المصالح العامة أو مجتمع الأعمال. وتتاح للأفراد أيضًا فرصة إبداء وجهات نظرهم عن طريق الإدلاء بشهادات، أو عن طريق تقديم بيان مكتوب، أو عن طريق السماح لمجموعات المصالح بتمثيل وجهات نظرها.
5. عندما تنتهي جلسات الاستماع، يمكن للجنة الفرعية أن تجتمع «لإبداء الملاحظات» على مشروع القانون، تكون هذه عملية تقديم الاقتراحات والبحث بأمرها وثم إدخال التعديلات على مشروع القانون كما تكون قد تمت صياغته. من ثمّ، تصوّت اللجنة الفرعية على ما إذا كانت ستحول المشروع مع تأييد له إلى اللجنة بكاملها. في حال تحويل مشروع القانون دون تأييد، فإنه يزول.
6. قد تكرر اللجنة الكاملة أي عمل من أعمال اللجنة الفرعية أو جميعها: جلسات الاستماع، إبداء الملاحظات، والتصويت. إذا صوتت اللجنة بتأييد مشروع القانون، يحول هذا الأخير إما إلى مجلس النواب بكامله أو إلى مجلس الشيوخ بكامله حسب المجلس الذي سوف ينظر في مشروع القانون.
7. عندما يصل مشروع القانون إلى قاعة مجلس النواب أو مجلس الشيوخ، فيمكن لكامل أعضاء المجلس مناقشته. عند هذه النقطة، يصبح من المتاح إما إضافة تعديلات على المشروع، أو إعادته إلى اللجان، أو التصويت عليه.
8. إذا أُقر المشروع على يد مجلس النواب أو مجلس الشيوخ، فيُحال إلى المجلس الآخر. مشروع القانون الذي أقر في مجلس النواب يمكن أن يوضع مباشرة على تقويم مجلس الشيوخ، متجاوزًا بذلك مراجعات اللجنة الفرعية واللجنة الكاملة. لكن، للجان الفرعية واللجان، عادة، لدى الهيئتين التشريعيتين، فرصة عقد جلسات استماع وثم تعديل المشروع. اما التشريعات المتقاربة أو المماثلة لبعضها البعض فكثيرًا ما تمر عبر مجلسي النواب والشيوخ بالتزامن.
9. إذا أُقرّ المشروع بنفس الشكل في كل من مجلسي النواب والشيوخ، يرفع إلى الرئيس. وفي حال كانت هناك اختلافات بين نسخة مجلس النواب ونسخة مجلس الشيوخ في مشروع القانون، يعين رئيس مجلس الشيوخ ورئيس مجلس النواب «لجنة مؤتمر» مشتركة لحل الاختلافات. إذا عجزت اللجنة عن التوصل إلى اتفاق، يزول التشريع. وإذا توصلت إلى اتفاق، يُرسل مشروع القانون مجددًا إلى المجلسين الذين يتوجب عليهما التصويت عليه دونما تعديلات إضافية.

إذا وافق المجلسان على مشروع قانون لجنة المؤتمر المشتركة، يذهب المشروع إلى الرئيس للتوقيع عليه. أمام الرئيس عندئذٍ أربعة خيارات:
- (1) توقيع المشروع ليصبح قانونًا؛
- (2) عدم اتخاذ إي إجراء خلال فترة التئام الكونغرس في دورة عادية، وفي هذه الحالة يصبح مشروع القانون قانونًا بعد انقضاء عشرة أيام؛
- (3) عدم اتخاذ أي إجراء خلال فترة انتهاء دورة الكونغرس، وفي هذه الحالة يموت مشروع القانون.
- (4) نقض مشروع القانون.

إذا نقض الرئيس أي مشروع قانون، بإمكان الكونغرس أن يحاول تجاوز هذا النقض. يتطلب ذلك تصويت ثلثي أعضاء كل من مجلسي الشيوخ والنواب. وإذا فشل أي منهما في تحقيق أكثرية الثلثين لصالح التشريع، يموت مشروع القانون. إذا نجح الاثنان، يصبح مشروع القانون قانونًا.
علاوة على إنشاء القوانين، فإن إحدى أهم نشاطات الكونغرس تكمن في الرقابة على الفرع التنفيذي. فقد يعقد الكونغرس جلسات استماع للتحقيق في عمليات وأعمال الفرع التنفيذي للتأكد من أن الأخير يطبق القانون بنزاهة.

## مجلس الشيوخ
- يُعتبر على أنه «المجلس الأعلى». كما يعتبر مكان التشاور، والمداولة، والمذاكرة أكثر من مجلس النواب.
- يتألف من 100 شيخ أو سيناتور (اثنان من كل ولاية)
- يخدم كل عضو في مجلس الشيوخ لفترة ست سنوات دون قيود على عدد الدورات التي يمكنه الخدمة فيها.
- يُقسّم أعضاء مجلس الشيوخ، للأغراض الانتخابية، إلى ثلاث فئات: فئة واحدة منها تتقدم للانتخابات كل سنتين، وهذا يضمن الوجود الدائم للمشترعين المجربين للخدمة في الكونغرس.
- المقاعد الشاغرة في مجلس الشيوخ يتم إشغالها، بوجه عام، عبر تعيينات يُجريها حاكم الولاية حيثما يوجد شغور.
- نائب رئيس الولايات المتحدة يخدم كرئيس لمجلس الشيوخ، ولا يصوت إلاّ عند حصول تعادل في الأصوات.
- في حين يشاطر مجلس الشيوخ مجلس النواب سلطات تشريعية واسعة، فان لديه عددا من السلطات الفريدة الخاصة به:
- يقوم مجلس الشيوخ بتثبيت التعيينات الرئاسية للمحكمة العليا، وللمحاكم الفدرالية الأدنى، وللمناصب الرئيسية داخل الفرع التنفيذي، قبل أن يستطيع المُعيّنون استلام مناصبهم.
- يقوم مجلس الشيوخ بالموافقة على، أو برفض، المعاهدات الدولية التي يكون قد فاوض بشأنها الرئيس.
- في حال توجيه اتهام لعزل الرئيس، أو عضو من أعضاء المحكمة العليا أمام القضاء، يُجري الكونغرس المحاكمة فيلتئم بمثابة هيئة محلفين لهذا الغرض.

## مجلس النواب
- يعتبر على أنه «مجلس الشعب»
- يتألف من 435 نائبًا موزعين على الولايات حسب عدد سكان كل ولاية. لدى خمسة أقاليم وممتلكات أميركية أيضًا ممثلون عنها لا يحق لهم التصويت في المجلس: مقاطعة كولومبيا، ساموا الأميركية، غوام، بورتوريكو، وجزر فيرجين الأميركية.
- يخدم جميع النواب لمدة سنتين دون قيد على عدد المرات التي يمكن لهم أن يخدموا فيها، ويُنتخبون جميعهم في نفس الوقت.
- كل نائب يُنتخب في منطقة جغرافية مُعيّنة ضمن الولاية، تسمى «دائرة كونغرسية».
- الشغور في مجلس النواب يتم إشغاله فقط عقب إجراء انتخابات خاصة أو خلال الانتخابات العامة.
- يَنتخب أعضاء مجلس النواب رئيسًا للمجلس الذي يكون المسؤول الأول في المجلس، والذي يكون، عمليًا، عضوا في حزب الأكثرية.

السلطات والمسؤوليات الخاصة بمجلس النواب والتي لا يشاطره فيها مجلس الشيوخ، تشمل:
- يملك سلطة توجيه الاتهامات لعزل الرئيس وقضاة المحكمة العليا.
- على جميع مشاريع القوانين لزيادة الواردات أن تصدر عن مجلس النواب.
- يختار المجلس رئيس الجمهورية في الحالات التي لا ينال فيها أي مرشح من المرشحين للرئاسة أكثرية أصوات هيئة الناخبين. في مثل هذه الحالات، يكون لممثل كل ولاية صوت واحد
- عمليًا، حالات تعادل الأصوات هي قليلة جدا إلى حد أن نائب الرئيس لا يمضي الكثير من الوقت في ترؤسه مجلس الشيوخ. وحين لا يكون نائب الرئيس حاضرًا، ينتخب أعضاء المجلس رئيسًا له من بينهم لترؤس جلسات المجلس اليومية.

## الاجتماعات
يتشكل مجلس جديد للكونغرس كل سنتين إثر انتخابات الكونغرس التي تجري في شهر نوفمبر من السنوات ذات الأرقام الزوجية. ويتقدم نحو ثلث أعضاء الكونغرس للانتخابات العامة كل سنتين. ويصبح الكونغرس بذلك هيئة تتسم بالاستمرارية، لأنه لا يكون جديدًا بكامله على الإطلاق.
يعقد الكونغرس جلسة دورية واحدة في السنة. وتبدأ الجلسة في 3 يناير مالم يحدد الكونغرس تاريخًا مختلفًا. يكون الكونغرس دائمًا في عطلة لكي يتسنى للأعضاء زيارة ولاياتهم أو مقاطعاتهم. وبعد انفضاض الكونغرس، يحق لرئيس الجمهورية أن يدعو لانعقاد جلسة خاصة. ولا يجوز للرئيس الأمريكي أن يفض الكونغرس إلا في حالة فشل المجلسين في الاتفاق على تاريخ للانفضاض. ويجتمع كل من مجلسي الشيوخ والنواب في قاعتين منفصلتين بمبنى البرلمان (الكابيتول) بالعاصمة واشنطن.

## السلطات

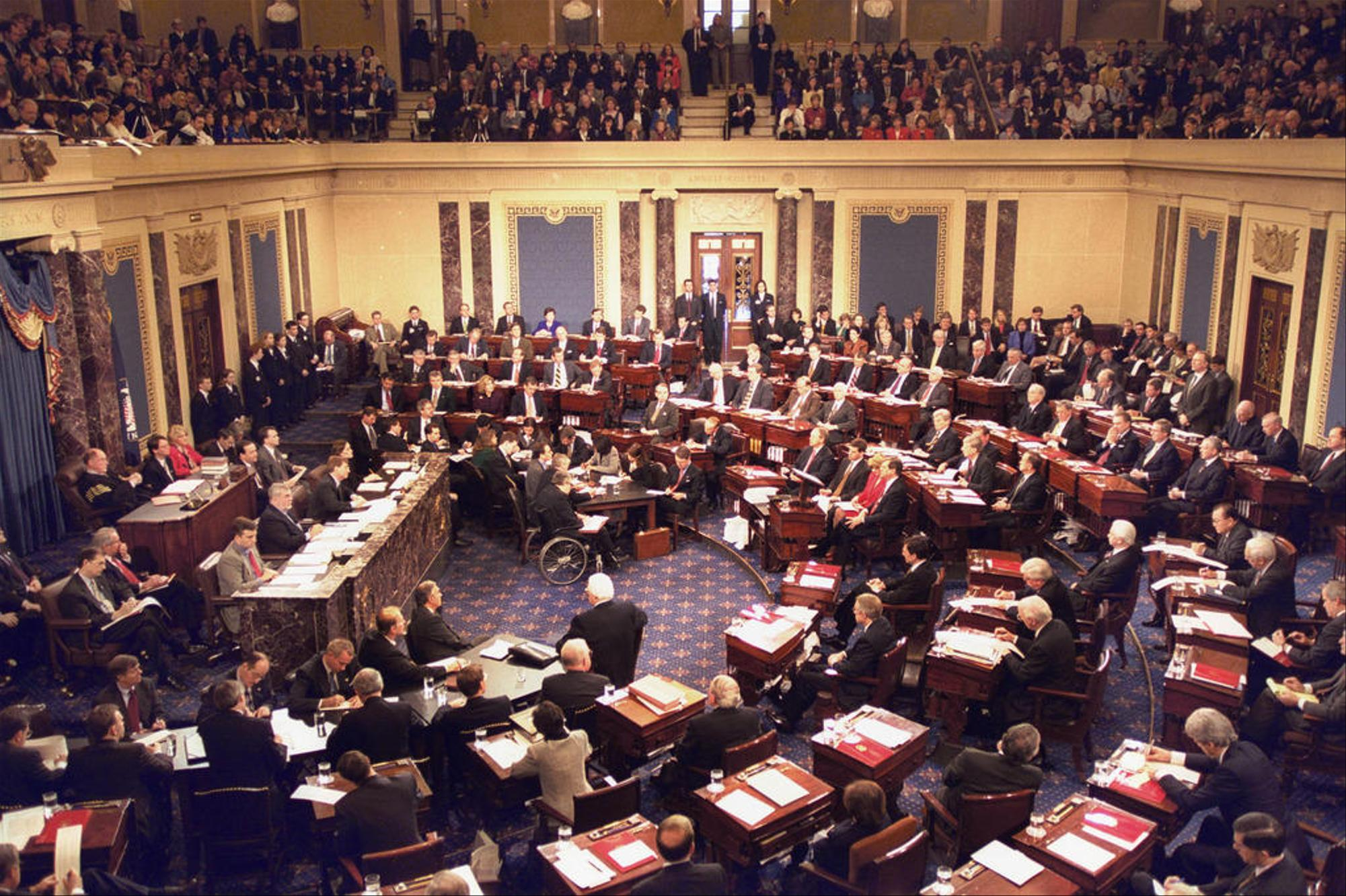
إجراءات مجلس الشيوخ الأمريكي في الجلسة أثناء محاكمة بيل كلينتون.

يصدر الكونغرس خلال كل سنتين من دورات الكونغرس نحو 600 قانون، ويوقع عليها الرئيس، ويقدم أعضاء كل من مجلسي الشيوخ والنواب خلال تلك الفترة نحو 10,000 من مشاريع القوانين. وتؤدي العمليات التشريعية المتتالية إلى تمحيص المقترحات التي تنشأ خلال كل مرحلة من مراحل تطور مشروع القانون إلى قانون. ولكي يتسنى لمشروع قانون معين أن يتم إقراره قانونًا، فلابد أن يجتاز المناقشات التي تدور حوله في اللجان وفي المجلس في كل من هيئتي الكونغرس. ولابد أن يحصل مشروع القانون على غالبية الأصوات في الكونغرس وعلى توقيع الرئيس. وإذا استخدم رئيس الدولة حق النقض ضد مشروع القانون، فلابد أن يحصل مشروع القانون المعني على تأييد ساحق في الكونغرس لكي يلغي النقض.
اقتراح القوانين الجديدة. يمكن للقوانين أن تقترح من قبل أي شخص، ويشمل ذلك المشرعين أو موظفيهم، أو المسؤولين التنفيذيين، أو جماعات المصالح الخاصة، ولكن لكي يتحول مشروع قانون معين إلى قانون، فلابد أن يتبناه أحد أعضاء الكونغرس، وأن يقدمه رسميًا للكونغرس.
يمكن لمشروع القانون أن يكون عامًا أو خاصًا. وتتعلق مشاريع القوانين العامة بأمور تهم الناس على صفة العموم. أما مشاريع القوانين الخاصة، فإنها تخص فقط أفرادًا محددين مثل قضية تخص الهجرة، أو دعوى ضد الحكومة. ولكي يصبح المشروع قانونًا لابد أن يقره المجلس، ويوقع عليه الرئيس.

## الضوابط والتوازنات

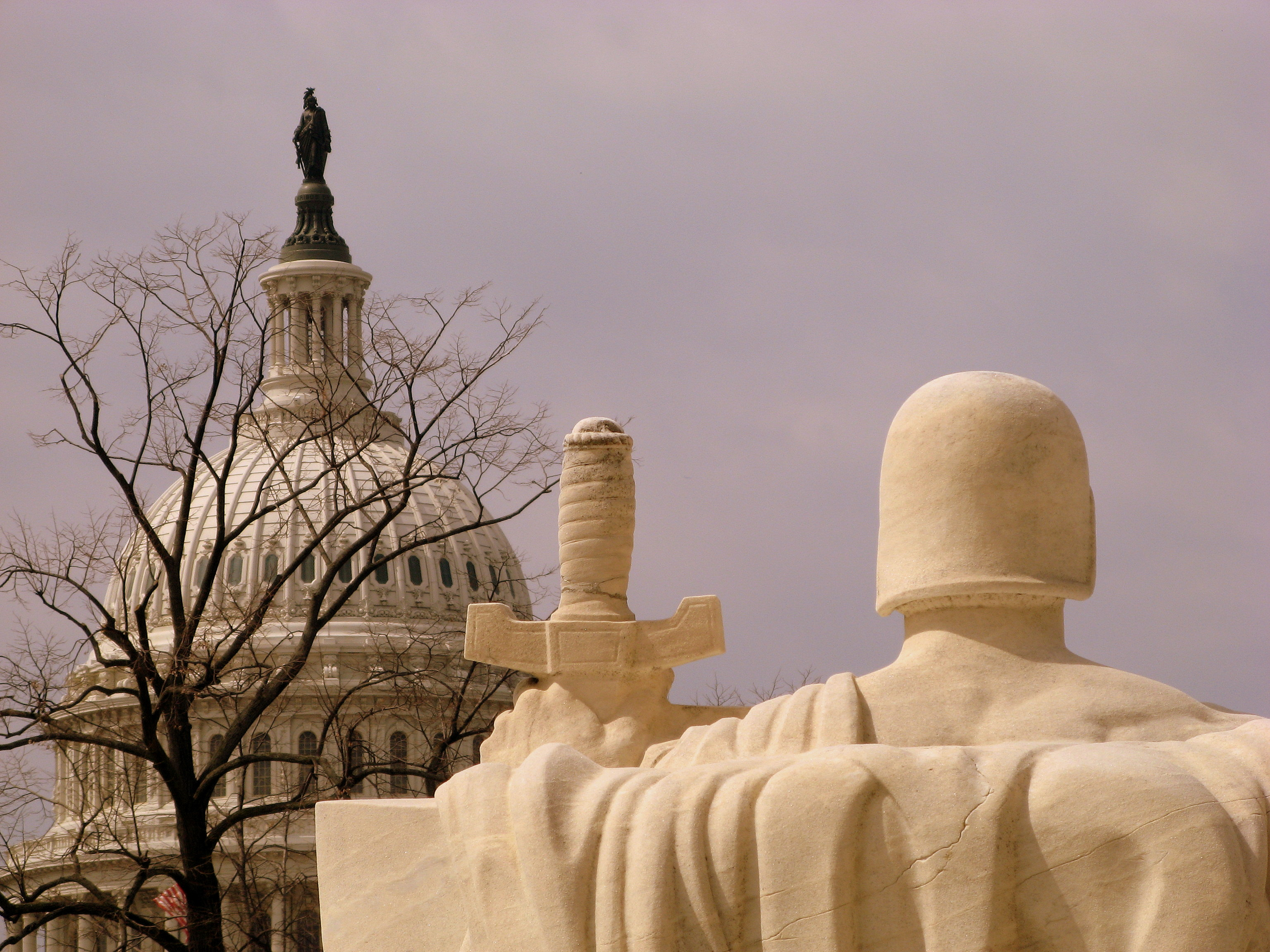
منظر لكاپيتول الولايات المتحدة من مبنى المحكمة العليا الأمريكية

### الاقتراعات والنتائج

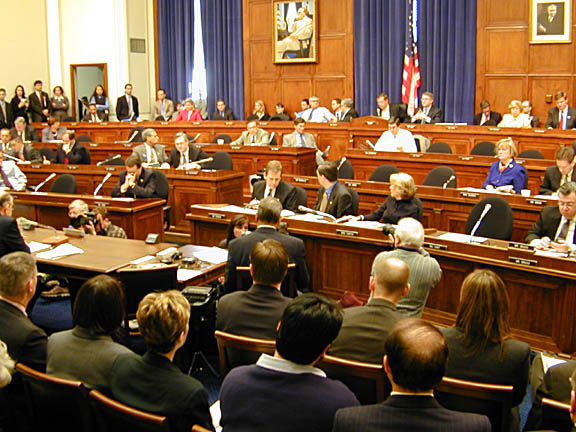
The House Financial Services committee meets. Committee members sit in the tiers of raised chairs, while those testifying and audience members sit below.

## إصدار القوانين
تقوم اللجان بحجب مشاريع القوانين التي تفتقر إلى مساندة كبيرة. وعليه، فإن معظم مشاريع القوانين التي تصل إلى مجلس النواب أو الشيوخ يتم إقرارها في النهاية. وفي العادة يقر أعضاء مجلس الشيوخ مشاريع القوانين إما بالاقتراح البسيط أو بإجماع الأصوات، أي بدون اعتراض أحد من الأعضاء، وحيث يمكن لاعتراض عضو واحد أن يعيق الموافقة الجماعية، فإن زعماء مجلس الشيوخ يعملون على ضمان أن يكون مشروع القانون مقبولًا لدى زملائهم.
يقر مجلس النواب معظم مشاريع القوانين بالموافقة الجماعية، كما هو الحال في مجلس الشيوخ، أو بإجراء تعليق الأحكام، وكلا الأسلوبين يؤديان لتعجيل عملية التشريع في مشاريع القوانين التي لا يوجد بشأنها خلاف كبير. أما مشاريع القوانين التي تختلف حولها الآراء فيتم النظر فيها في مجلس النواب وفقًا لقواعد تضعها لجنة الأنظمة والقواعد.
يستخدم المشرعون طرقًا مختلفة للتصويت على قوانين المشروع. ففي حال التصويت بالنطق، يجهر جميع المؤيدين بكلمة نعم سويًا، بينما يجهر المعارضون بكلمة لا، وفي حالة انقسام الأصوات، يقف الأعضاء مجتمعين لتوضيح ما إذا كانوا مؤيدين أو معارضين لمشروع القانون المعني. وفي حالة التصويت عند النداء وفقًا لقائمة الأسماء، يصوِّت كل واحد من الأعضاء بنعم أو لا بعد نداء اسمه. ويعمل المجلس في العادة على تسجيل وإحصاء الأصوات إلكترونيًا، ويقوم الأعضاء بالتصويت بالضغط على زر.
يميل أعضاء مجلسي الشيوخ والنواب للتصويت وفقًا لموقف أحزابهم حيال مشروع القانون المعني. وإذا كان المشرعون على علم بآراء ناخبي دوائرهم ـ أي آراء الجماهير التي انتخبته ـ فقد يصوتون وفقًا لذلك. كما أن لرئيس الدولة وجماعات الضغط القوية أيضًا تأثيرًا في مواقف الأعضاء.
بعد أن يجتاز مشروع القانون أحد مجلسي الكونغرس، يحال إلى المجلس الآخر. وبمجرد أن يوافق المجلسان على مشروع القانون، فإنه يحال إلى رئيس الدولة. يحق لرئيس الدولة خلال 10 أيام ـ بدون أيام الأحد ـ من تسلُّمه لمشروع القانون أن يوقع عليه أو أن ينقضه. وإذا لم يقم رئيس الدولة بالتوقيع على مشروع القانون أو بإعادته خلال 10 أيام وكان الكونغرس في حالة انعقاد، فإن مشروع القانون يصبح قانونًا نافذًا. أما إذا انفض الكونغرس خلال تلك المدة، فإن مشروع القانون لايصبح قانونًا، ويسمى هذا الإجراء الأخير باسم فيتو الجيب.

## اللجان
يحال مشروع القانون، بعد تقديمه، إلى إحدى اللجان المختصة بالأمور التي يشملها مشروع القانون المعني. وتتشكل لجان الكونغرس الرئيسية الدائمة من 17 لجنة في مجلس الشيوخ، و19 لجنة بمجلس النواب. وتتعامل هذه اللجان مع معظم المجالات الأساسية للتشريع، يدخل القانون المقترح مرحلة حرجة بعد إحالته إلى إحدى اللجان. وتقوم هذه اللجان بدراسة جزء بسيط من مشاريع القوانين المحالة إليها، وتقوم بإعداد تقرير عنه يعرض على كامل المجلس. أما مشاريع القوانين الأخرى فإنها غالبًا لا ترى النور. وإذا ما قرر رؤساء اللجان أن يستمر النظر في مشروع قانون معين، فإنهم يلجؤون في العادة إلى عقد جلسات استماع مفتوحة للجمهور، للتعرف على الإفادات المؤيدة والمعارضة لمشروع القانون.
هنالك بعض مشاريع القوانين التي يتم تمريرها إلى مجلس النواب أو مجلس الشيوخ بدون إدخال أي تعديلات عليها. ولكن معظم مشاريع القوانين تتعرض للتعديل في جلسات ¸التنقيح· التي تعقدها اللجان. وعندما يصوت غالبية أعضاء اللجنة المعنية لصالح مشروع القانون المنقح، فإنهم يحيلونه إلى المجلس بكامل عضويته مع التوصية بإجازته.

## الفرع التنفيذي
الفرع التنفيذي هو، إلى حدٍ ما، أوسع فرع في الحكومة الفدرالية. يرأس الفرع التنفيذي رئيس الجمهورية الذي يخدم لفترة أربع سنوات قابلة للتجديد لفترتين.
يُنتخب نائب الرئيس في نفس وقت انتخاب الرئيس، ويرأس قائمة الخلفاء في حال وفاة الرئيس، أو فقد أهليته، أو أقيل من منصبه إثر محاكمته وإدانته.
صحيح أن الفرع التنفيذي يتشاطر سلطاته بالتساوي مع فرعي الحكومة الآخرين، غير أن الرئيس هو الفرد الأقوى في الحكومة.
من جملة سلطات وأدوار الرئيس ما يلي:
- تعيين قضاة المحكمة العليا وقضاة المحاكم الفدرالية الأدنى، الذين ينبغي أن يُثبتهم جميعًا مجلس الشيوخ؛
- تعيين الوزارة المؤلفة من الوزراء ورؤساء الوكالات التنفيذية الذين يجب أن يثبتهم مجلس الشيوخ؛
- يعمل كقائد أعلى للقوات المسلحة؛
- يحمل لقب رئيس الدولة؛
- يفاوض بشأن المعاهدات الدولية والمعاهدات مع قبائل الهنود الأصليين التي ينبغي أن يصادق عليها مجلس الشيوخ؛
- يمكنه نقض التشريعات التي يقرّها الكونغرس؛
- يمكنه منح العفو وإرجاء تنفيذ الأحكام في الجرائم الفدرالية)باستثناء التهم الموجهة إليه أو إلى أعضاء المحكمة العليا)
- علاوة على هذه السلطات الدستورية، للرئيس عمليًا سلطات أخرى، إما غير رسمية أو غير منصوص عنها على وجه التخصيص في الدستور. أولًا، وقبل أي شيء آخر، بإمكان الرئيس إصدار أوامر تنفيذية تكون بمثابة توجيهات لها سلطة القانون. الأوامر التنفيذية تُستخدم عادة لأغراض مثل:
- إنشاء برامج جديدة، أو مناصب، أو لجان أو وكالات لتعزيز أو لتنفيذ برنامج عمل الرئيس السياسي؛
- إنشاء السياسات التي تؤثر في كيفية تنفيذ أو فرض التشريعات التي يقرها الكونغرس؛
- إعلان متى ينبغي على الموظفين الفدراليين التقيّد بأيام العطلة.

الأوامر التنفيذية بإمكانها أن تكون أداة قوية بيد الرئيس لتحقيق الأهداف السياسية، كما أن هذه السلطات قد أيدتها المحكمة العليا. الأوامر التنفيذية الفردية يمكن إسقاطها أو تعديلها من طريق تشريعات الكونغرس، لكن هذه التشريعات تحتاج إلى توقيع الرئيس لتدخل حيز التنفيذ، إلا إذا استطاع الكونغرس تجاوز نقض رئاسي بالاقتراع. ويمكن أيضًا تحدّي الأوامر التنفيذية في المحاكم إذا ما اعتُبرت أنها تنتهك الدستور، أو تتناقض مع القوانين القائمة.
أخيرًا، يخدم الرئيس كرئيس لحزبه السياسي، وبإمكانه استخدام المنزلة الرفيعة للرئاسة وللظهور العام الذي يتيحه موقع الرئاسة لتبيان وجهات نظره السياسية ودفع أهدافه السياسية قُدمًا لدى كل من الشعب وأعضاء حزبه في الكونغرس، في ذات الوقت.

## قانون الخلافة الرئاسية
خول المشرع الدستوري في نهاية البند السادس من الفقرة الأولى من المادة الثانية من الدستور الأمريكي الكونغرس إصدار قانون يحدد بموجبه الأحكام الخاصة بعزل أو وفاة أو استقالة أو عجز الرئيس ونائب الرئيس كليهما معًا، ثم يقرر من هو الموظف أو المسؤول الذي يتولى مهام الرئاسة، ويبقى مثل ذلك المسؤول قائمًا بمهام الرئاسة إلى أن يزول العجز أو ينتخب رئيس آخر.
وتطبيقًا لأحكام الدستور الأمريكي، وتعديله العشرين، أصدر كونغرس الولايات المتحدة في 18 يوليو/ تموز عام 1947 ـ بناءً على اقتراحٍ من الرئيس هاري ترومان ـ تشريعًا حمل اسم The Presidential Succession Act of 1947، أي قانون الخلافة الرئاسية، نسخ بموجبه جميع التشريعات السابقة، وهذا التشريع ما زال معمول به حتى يومنا هذا (أواخر العام 2007) مع بعض التعديلات الطفيفة عليه.
وتجدر الإشارة في هذا الصدد إلى أنه في أعقاب الهجمات الإرهابية Terrorist attacks التي وقعت في الحادي عشر من سبتمبر / أيلول سنة 2001، شعرت الهيئات الحاكمة في الولايات المتحدة بالخطر المحدق بكبار القادة الأمريكيين، وتنبهت إلى الفراغ الدستوري الذي يمكن أن يحدث في الأمة جراء وقوع هجوم إرهابي كبير يستهدف قيادات الولايات المتحدة A mass terrorist attack on the leadership of the United States، وأمام هذه التحديات، يجري الآن الاهتمام بجدية من قبل الكونغرس الأمريكي بقانون الخلافة الرئاسية.
ويقضي قانون الخلافة الرئاسية بأنه في حال عزل أو وفاة أو استقالة أو عجز كل من الرئيس ونائب الرئيس معًا، فإن رئيس مجلس النواب هو الذي يخلف الرئيس، بشرط أن يستقيل من منصبه كرئيس لمجلس النواب وكعضو في هذا المجلس، فإذا كان هناك حال يمنعه من ذلك، فإن الرئيس المؤقت لمجلس الشيوخ هو الذي يخلف الرئيس، على أن يستقيل أيضًا من منصبه كرئيس مؤقت لمجلس الشيوخ ومن عضويته في هذا المجلس، ويليه بعد ذلك ـ في حال خلو منصبه أو وجود حال يمنعه من خلافة الرئيس ـ أعضاء الوزارة بحسب الترتيب التالي:
1. ـ وزير الخارجية Secretary of State
2. ـ وزير الخزانة Secretary of the Treasury
3. ـ وزير الدفاع Secretary of Defense
4. ـ وزير العدل Attorney General
5. ـ وزير الداخلية Secretary of the Interior
6. ـ وزير الزراعة Secretary of Agriculture
7. ـ وزير التجارة Secretary of Commerce
8. ـ وزير العمل Secretary of Labor
9. ـ وزير الصحة والخدمات الإنسانية Secretary of Health and Human Services
10. ـ وزير الإسكان والتنمية الحضرية Secretary of Housing and Urban Development
11. ـ وزير النقل Secretary of Transportation
12. ـ وزير الطاقة Secretary of Energy
13. ـ وزير التربية Secretary of Education
14. ـ وزير شؤون المحاربين القدماء Secretary of Veterans Affairs
15. ـ وزير الأمن الداخلي Secretary of Homeland Security

بشرط أن يستقيل من منصبه الوزاري من يخلف منهم الرئيس، ولم يطبق عمليًا هذا التشريع ولا مرة حتى الآن.

## الفرع القضائي
الفرع القضائي مسؤول عن إصدار الأحكام حول القضايا القانونية التي تتعارض مع، أو تستوجب تفسير، القوانين الصادرة عن الكونغرس، علاوة على مسؤوليته في محاكمة القضايا الجنائية التي يُتهم فيها المُدّعَى عليهم بانتهاك القوانين الفدرالية. تملك المحاكم الفدرالية أيضًا سلطة استئنافية تخص قوانين الولايات، عندما يجري الاعتراض على هذه القوانين على أسس دستورية، وكذلك الأمر بالنسبة للسلطة القانونية حول القضايا التي تتعلق بأكثر من ولاية، أو مواطنين من أكثر من ولاية، أو بفرقاء أجانب.
يتكون الفرع القضائي من المحكمة العليا ومنبل المحاكم الفدرالية الأدنى، بما فيها محاكم الاستئناف (المعروفة أيضًا بالمحاكم الدوارة أو المحاكم الاستئناف)، ومحاكم المقاطعات الفدرالية، ومحاكم الإفلاس، ومحاكم المطالب الفدرالية. السلطات القانونية لهذه المحاكم تغطي أيضًا القضايا المتعلقة بالبراءات، والعلامات التجارية، والمطالب ضد الحكومة الفدرالية، والإفلاس، والأوراق المالية، والقانون البحري، والمطالب الدولية.
وبصفته فرعًا مستقلًا من الحكومة، ومستقلًا عن الفرعين الآخرين، يخضع القضاء فقط لمبادئ الضوابط والتوازن الذي يُحدّده الدستور. القضاء الفدرالي المستقل يعتبر عنصرًا أساسيًا في ضمان العدالة النزيهة والمتساوية لجميع المواطنين. يُعزز الدستور استقلالية القضاء بطريقتين رئيسيتين. أولًا، يُعيّن القضاة الفدراليين لمدى الحياة بحيث لا يمكن إقالتهم من مناصبهم إلاّ عبر توجيه التهم إليهم وإدانتهم على يد الكونغرس بسبب «الخيانة، أو الرشوة، أو أية جرائم كبرى أو ارتكاب جنحة قانونية». ثانيًا، ينص الدستور على أن تعويضات القضاة الفدراليين «لا يجوز خفضها طالما هم في مناصبهم»، ما يعني أن لا الرئيس ولا الكونغرس بإمكانهم خفض رواتب القضاة الفدراليين. الحمايتان الاثنتان هاتان تساعدان القضاء المستقل في اتخاذ القرارات القضائية متحررًا من العواطف الشعبية والنفوذ السياسي.
صحيح أن واضعي الدستور اعتبروا أن القضاء فرع منعزل عن الضغوطات السياسية وعن تأثيرات الرأي العام، غير أن عملية اختيار القضاة أصبحت سياسية بامتياز. فقضاة المحكمة العليا وقضاة المحاكم الأدنى يُسمّيهم الرئيس، ولا يحتلون مناصبهم إلاّ عندما يثبتهم مجلس الشيوخ.
في المحكمة العليا حاليًا تسعة قضاة، وهو عدد وضعه القانون. المحاكم الفدرالية الأدنى، بما في ذلك سلطاتها القانونية، وعدد قضاتها، وموازناتها يقررها الكونغرس. يحتاج جميع القضاة الفدراليون إلى تثبيت مجلس الشيوخ قبَل تبوؤ مناصبهم بصورة دائمة. غير أن بإمكان الرئيس تعيين قضاة لفترات مؤقتة عندما لا يكون الكونغرس في دورة انعقاد. أما قضاة محاكم الجنح البسيطة الفدراليين الذين يؤدون نشاطات قضائية معينة مثل تحديد الكفالات، وإصدار مذكرات التفتيش أو الاحتجاز، وعقد جلسات الاستماع حول المخالفات البسيطة فإنهم يعيَّنون لفترة ثماني سنوات على يد نظرائهم من قضاة محاكم المناطق الفدراليين.
أجهزة الحكومة الإمريكية (جهاز مختلط برلمان+رئيس)

## وصلات خارجية
- الكونغرس الأمريكي على موقع الموسوعة البريطانية (الإنجليزية)
- الكونغرس الأمريكي على موقع ميوزك برينز (الإنجليزية)

1. ↑  قبل التصديق على التعديل السابع عشر لدستور الولايات المتحدة في عام 1913، كان يتم اختيار أعضاء مجلس الشيوخ من قبل الهيئات التشريعية للولايات